# Прстенасти осцилатор
Прстенасти осцилатор је уређај који се састоји од непарног броја НЕ кола чији излаз осцилира између два нивоа напона који представљају јединицу и нулу. НЕ кола, или инвертери, су прикачени у ланац у коме се излаз последњег кола враћа у прво.

## Детаљи
Зато што један инвертер производи логичко НЕ свог улаза, може се приметити да ће излаз последњег кола у ланцу непарног броја инвертера дати логичко НЕ првог улаза. Последњи излаз се појављује коначно време након што је први улаз убачен; вредност последњег излаза се убацује у први улаз, и ово проузрокује осцилацију.
Кружни ланац који се састоји од парног броја инвертери се не може користити као прстенасти осцилатор, јер је излаз последњег идентичан улазу првог. Али се ова конфигурација може користити као елемент меморије; она представља основну јединицу грађе статичке меморије насумичног приступа или SRAM.
Фазе прстенастог осцилатора су често диференцијалне фазе, које имају већи имунитет на спољње сметње. Што значи да су могуће и фазе не инвертовања. Прстенасти осцилатор се може направити и са мешавином инвертних и неинвертних фаза, уколико је укупан број инвертних фаза непаран. Период осцилације је у свим случајевима једнак дуплој суми индивидуалних кашњења свих фаза.
Правом прстенастом осцилатору је потребна само струја да би радио; изнад одређеног напона, осцилације почињу спонтано да се догађају. Да би се повећала учесталост осцилације, користе се два метода. Прво се повећава напон; ово повећава и учесталост и потрошњу струје. Максимални дозвољени напон који сме да се примени на кола ограничава брзину датог осцилатора. Друго, правећи круг од мањег броја инвертера резултује у већој учесталости осцилације за неку константну потрошњу енергије.

## Функционисање
Да би разумели како кружни осцилатор функционише, морамо прво да разумемо кашњење кола. У физичком уређају ни једно коло се не мења у тренутку; у уређају направљеном са MOSFET, на пример, електрични капацитет кола мора да се напуни пре него што струја може да прође од извора до увира. Што значи да излаз сваког инвертера прстенастог осцилатора касни коначно време након што је улаз напуњен. Одавде се може лако приметити да додавањем више инвертера у ланац повећава укупно кашњење и самим тим смањује учесталост осцилације.
Кружни осцилатор је члан класе осцилатора са закашњењем. Осцилатор са закашњењем се састоји од инвертног појачивача са елементом закашњења између појачивача излаза и његовог улаза. Појачивач мора да има прираштај већи од 1.0 на одређеној учесталости осцилације. Размотримо почетни случај где су улазни и излазни напон појачивача тренутно балансирани на стабилној вредности. Мала количина шума може да проузрокује да се излаз појачивача повећа за мало. Након пролажења кроз елемент временског кашњења, ова мала излазна промена у напону се презентује улазу појачивача. Појачивач има негативни прираштај већи од 1, што значи да ће се излаз променити у супротном смеру улазног напона. Он ће се променити за већу количину од улазне вредности, где ће се опет појачати и инвертовати. Резултат ове секвенцијалне петље је правоугаоно таласни сигнал на излазу појачивача са периодом од сваке половине правоугаоног таласа једнаком временском кашњењу. Квадрат ће се повећавати док излазни напон појачивача не достигне своје границе, након чега ће се стабилизовати. Прецизнија анализа ће показати да талас који расте од почетног шума не мора бити квадрат док расте, али ће постати квадрат када појачивач достигне границе излаза.
Прстенасти осцилатор је дистрибуирана верзија осцилатора одлагања. Прстенасти осцилатор користи непаран број инвертера да да ефекат једног инвертујућег појачивача са прираштајем већег од један. Уместо да има један елемент кашњења, сваки инвертор доприноси кашњењу сигнала око прстена инвертера, и тако је и добио назив прстенасти осцилатор. Додавање парова инверетера прстену повећава укупно кашњење и тако смањује учесталост осцилације. Мењајући напон мењамо и кашњење кроз сваки инвертер; са већим напонима углавном смањујући кашњење и убрзавајући учесталост осцилације. Вратислав описује неке методе стабилности учесталости и потрошње енергије побољшавајући CMOS кружни осцилатор.

## Одступање
Период прстенастог осцилатора вибрира у насумичном стилу T=T+T' где је T' насумична вредност. У висококвалитетним колима, опсег T' је релативно мали у односу на Т. Овај варијација у осцилацији се зове одступање. Локална температура утиче да се период осцилације кружног осцилатора мења изнад и испод дугорочног просека. Када је локални силикон хладан, кашњење је благо краће, што чини осцилатор да ради на већој учесталости и после неког времена да повећа температуру. Када је локални силикон топао, кашњење се повећава и самим тим осцилатор ради на мањој учесталости, што после неког времена снижава температуру.

## Примене
- Напонски контролисан осцилатор у већини фазно-закључаних петљи се прави од прстенастог осцилатора.[4]
- Одступање прстенастог осцилатора се често користи у хардверским генераторима насумичних бројева.
- Прстенасти осцилатор се често користи за демонстрацију нових хардверских технологија, као што се Здраво свете програм користи за демонстрацију нових софтверских технологија.
- Многи вафери садрже прстенасти осцилатор. Они се користе приликом тестирања вафера за мерење различитих ефеката производње.
- Прстенасти осцилатор се могу користити и за мерење ефекта напона и температуре на чипу.